# Asperula littoralis
Asperula littoralis là một loài thực vật có hoa trong họ Thiến thảo. Loài này được Sm. mô tả khoa học đầu tiên năm 1806.